# Mechaniczny Turek

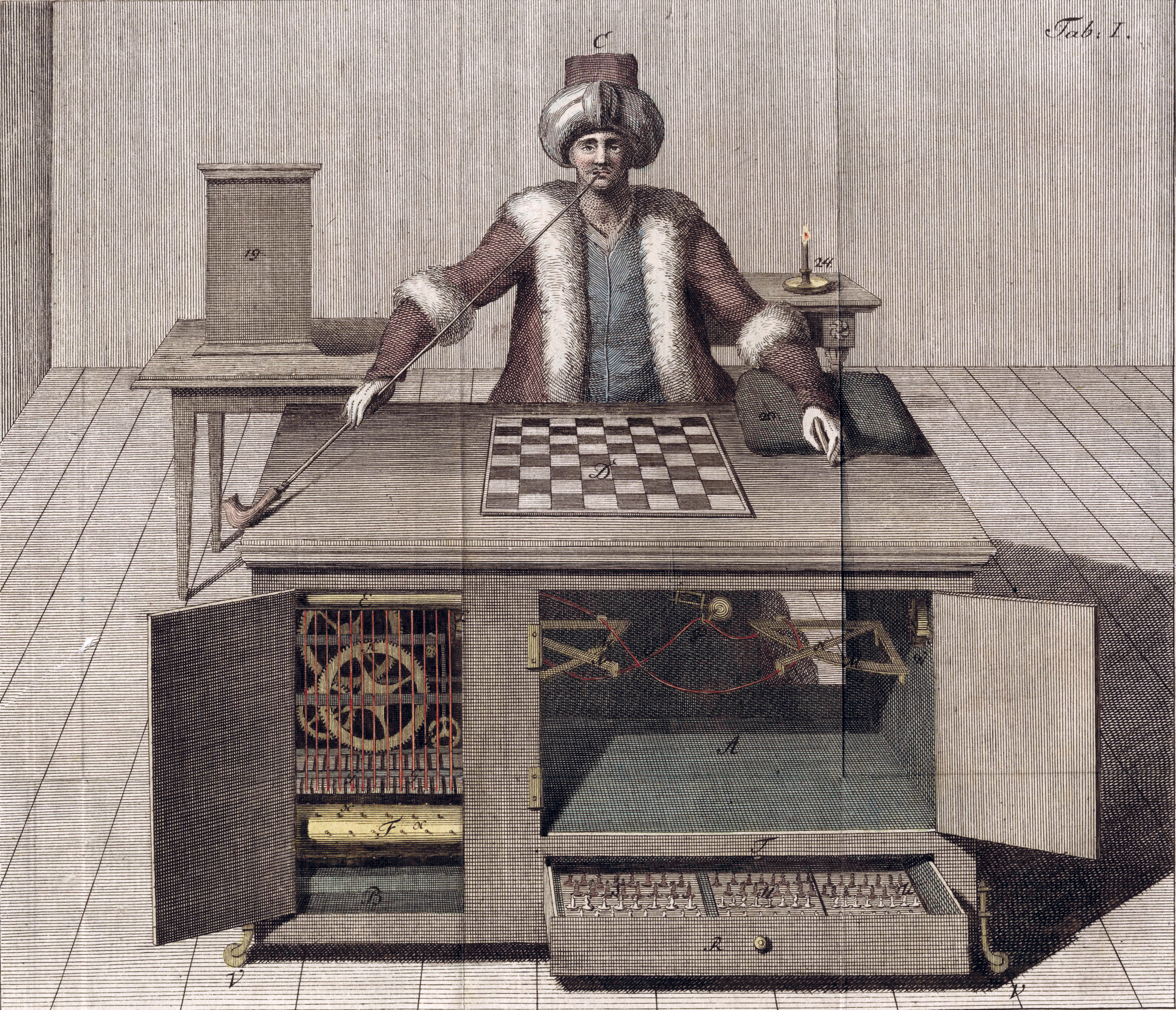
„Mechaniczny Turek” – przód

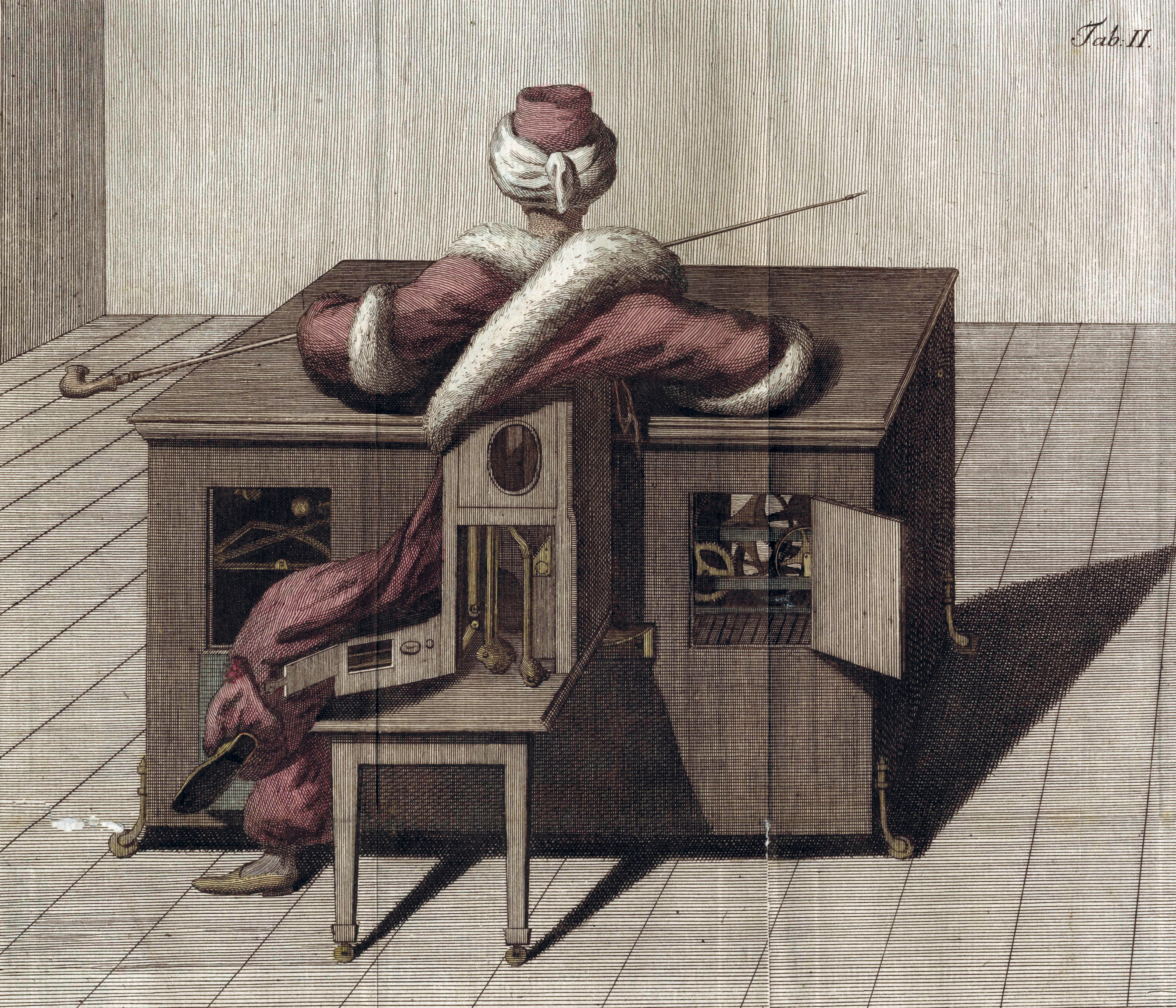
„Mechaniczny Turek” – tył

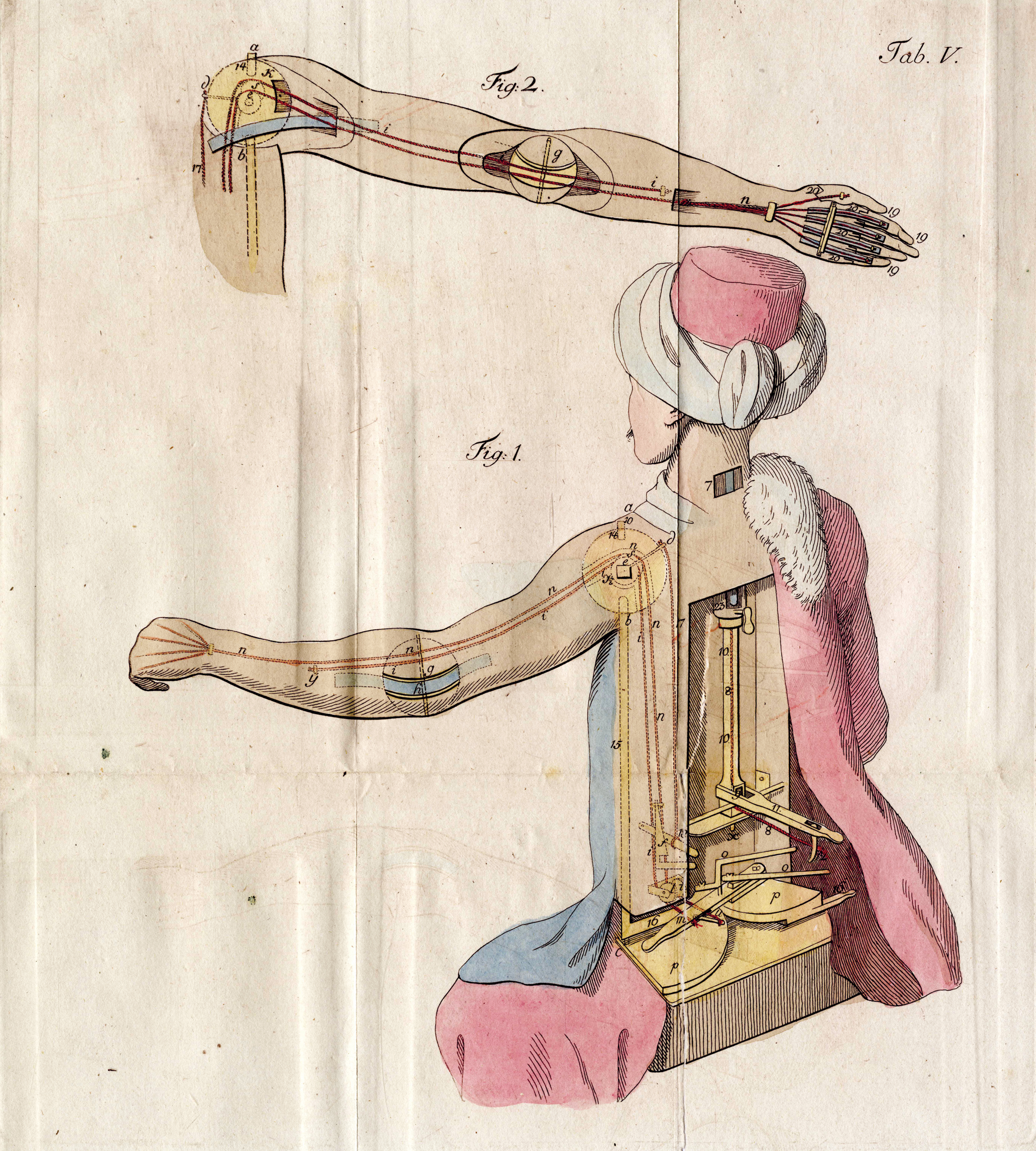
Ręka „Mechanicznego Turka”

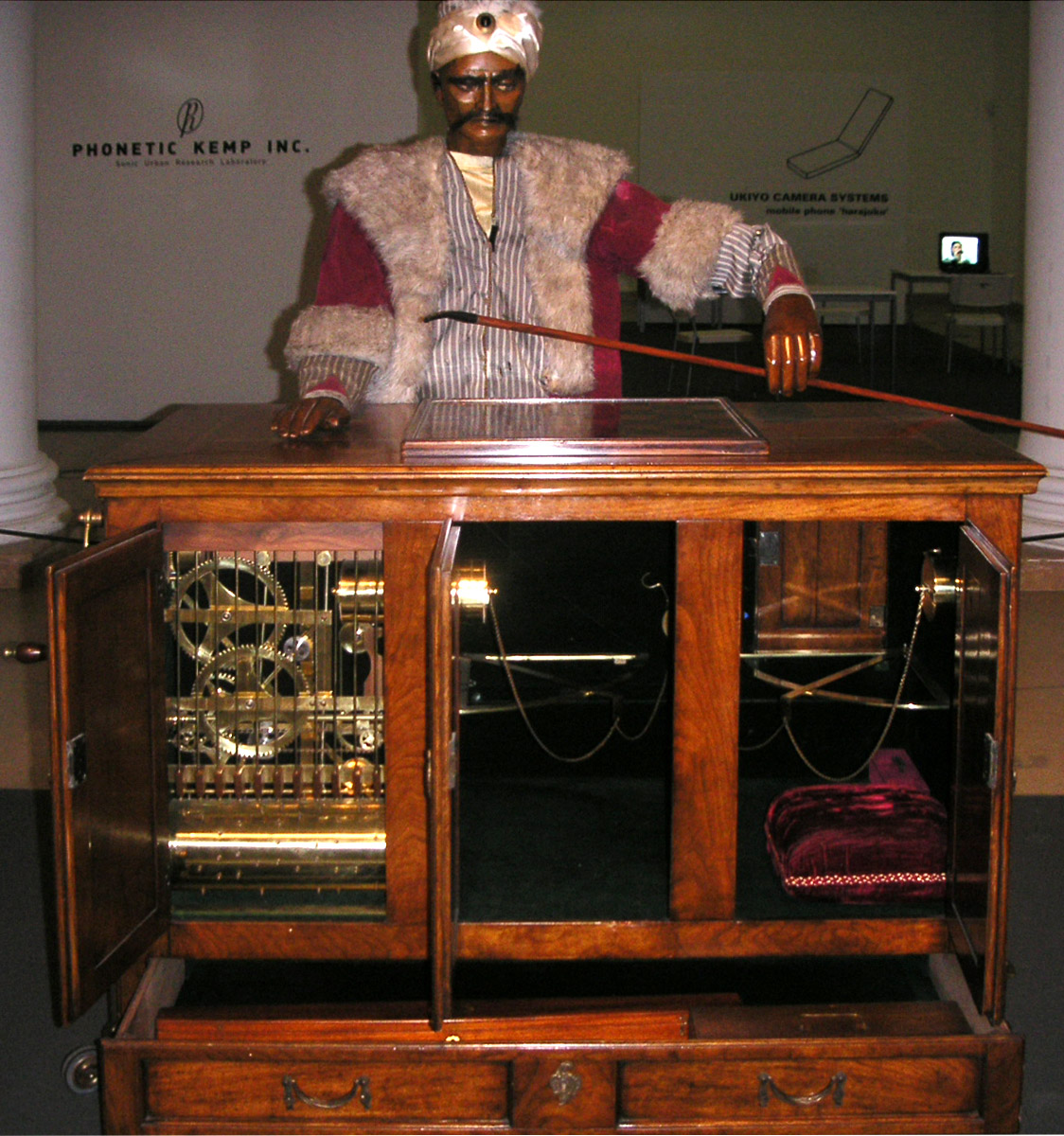
Replika „Mechanicznego Turka”

Mechaniczny Turek (Turek grający w szachy) – osiemnastowieczna mistyfikacja, której autorem był Wolfgang von Kempelen, zaprezentowana po raz pierwszy w 1769. Rzekomo miała być to genialna maszyna, rozgrywająca po mistrzowsku partię szachów. W rzeczywistości był to utalentowany szachista ukryty wewnątrz maszyny i sterujący jej ruchami.

## Historia
U szczytu swojej popularności Mechaniczny Turek rozgrywał pojedynki szachowe z takimi postaciami jak Benjamin Franklin, Charles Babbage czy Napoleon Bonaparte. Wynalazca i jego następcy używający Mechanicznego Turka współpracowali z kilkunastoma światowej klasy szachistami – między innymi Allgaierem, Deschapellesem,  Schlumbergerem.
Zasady jego działania oficjalnie po raz pierwszy zostały wyjawione szerszemu gronu opinii publicznej w 1834 przez jedno z francuskich czasopism, a później w USA przez Edgara Allana Poe. Kiedy nastąpił kres popularności Turka, maszyna została sprzedana. Nabywcą był doktor John Kearsley Mitchell, który w późniejszym czasie przekazał urządzenie muzeum w Filadelfii. W 1854 Mechaniczny Turek spłonął  w pożarze tego muzeum.

## Konstrukcja
Tajemnica Turka opierała się na sprytnym ukryciu wewnątrz jego konstrukcji obsługującego szachisty. Skrzynia z licznymi drzwiczkami, do której wchodził szachista, była w rzeczywistości systemem przegród, które odpowiednio przesuwane pozwalały na zamaskowanie obecności człowieka wewnątrz Mechanicznego Turka. Umożliwiało to oszukanie przeciwnika „automatu”, który był przekonany, że gra z androidem. Zewnętrzna szachownica była odwzorowana w środku Turka za pomocą metalowych guzików zwisających pod odpowiednim polem na krótkich linkach. Silnie namagnesowane pionki używane do gry powodowały poluzowanie jednego i przyciągnięcie drugiego guzika przy kolejnych ruchach, dzięki czemu gracz obsługujący „maszynę” orientował się w posunięciach przeciwnika. Aby upewnić się, że metalowy przedmiot zwisający na lince zostanie przyciągnięty, graczom nakazywano stawiać pionki i figury dokładnie pośrodku pola, wyjaśniając, że w przeciwnym razie Turek może przypadkowo potrącić któryś z elementów na szachownicy. Szachista ukryty wewnątrz miał do dyspozycji świecę i małą szachownicę, na której zaznaczał przebieg partii. Ruchów dokonywał przy pomocy lewej ręki, którą wkładał w specjalny rękaw imitujący lewą rękę kukły. Dostęp powietrza zapewniało mu otwieranie drzwiczek dokonywane co jakiś czas, które tłumaczono koniecznością „nakręcenia mechanizmu”.
Istnieje kilka mitów dotyczących Turka. Nie jest prawdą, że mógł go obsługiwać tylko beznogi weteran wojenny lub karzeł – mieścił się w nim dorosły człowiek. Turek nie grał również z królem Prus Fryderykiem Wielkim.
Ręka Mechanicznego Turka była w pełni mechaniczna. Ukryty szachista operował mechanicznym ramieniem, które było równolegle, mechanicznie połączone z ramieniem kukły. Układ dźwigienek, naciągów i linek, którym operował niewidoczny mistrz, był skonstruowany bardzo precyzyjnie.